# Launay (Québec)
Pour les articles homonymes, voir Launay.
Launay est une municipalité de canton en Abitibi, au Québec (Canada).

## Toponymie
« Le militaire identifié Jean-Baptiste Leporquier de Launay, promu lieutenant en 1725, commandant de compagnie en 1735, capitaine des grenadiers au régiment de Guyenne en 1749, commandant de bataillon au début de 1759, décrit par Lévis comme un homme ferme et courageux, a donné son nom à un canton de l'Abitibi proclamé en 1916 et à une municipalité homonyme créée en 1921 ainsi qu'à un bureau de poste en service entre 1923 et 1956 ».

## Histoire

### Chronologie
- 1913 Construction de la gare ferroviaire.
- 1916 (9 décembre) Proclamation du canton de Launay.
- 1918-1920 Arrivée des premiers colons, Uldéric Brochu, Maurice Sertori, et Adélard Thibeault.
- 1921 (18 mai) Constitution de la municipalité du canton de Launay.
- 1923 Ouverture d'un bureau de poste sous le nom de Launay.
- 1928 Érection canonique de la paroisse Saint-Léon-le-Grand.
- 1933 Transformation en chapelle d'une maison donnée par Collins Campbell.
- 1941 Nomination du premier curé résidant.
- 1942 Construction du presbytère.
- 1951 Construction de la première église paroissiale.
- 1959 Incendie de la première église et construction de la seconde.
- 1980 Incendie de la seconde église et construction du Centre communautaire comprenant l'église, le presbytère, la sacristie, une salle de réunion et divers locaux pour les œuvres paroissiales.
- 1990 La population de Launay est de 335 habitants.
- 2000 La population de Launay est de 254 habitants.
- 2005 La population de Launay est de 249 habitants.
- 2006 (15 août) La compagnie Kruger annonce la suspension des activités de sa scierie.
- 2007 (30 mars) La compagnie Kruger annonce qu'elle cessera pour une durée indéterminée les activités de sa scierie de Launay le 5 avril suivant et la mise à pied de ses 170 employés.

## Démographie
| 1991 | 1996 | 2001 | 2006 | 2011 | 2016 | 2021 |
| ---- | ---- | ---- | ---- | ---- | ---- | ---- |
| 272  | 260  | 259  | 226  | 229  | 218  | 211  |

## Administration
Les élections municipales se font en bloc pour le maire et les six conseillers.
| Launay Maires depuis 2001                                                                                            |                   |         |          |
| Élection | Maire             | Qualité | Résultat |
| 2001 | Ozanam Paré       |         | Voir     |
| 2005 | Rosaire Thibeault |         | Voir     |
| n/d | Gilles Labbé      |         | Voir     |
| 2009 | Gilles Labbé      | Voir    |          |
| n/d | Rémi Gilbert      |         | Voir     |
| 2013 | Rémi Gilbert      | Voir    |          |
| 2017 | Claude Lamoureux  |         | Voir     |
| 2021 | Claudette Laroche |         | Voir     |
| Élection partielle en italique Depuis 2005, les élections sont simultanées dans toutes les municipalités québécoises |                   |         |          |